# Mémorial du génocide de Mugonero
Le mémorial du génocide de Mugonero commémore le massacre de masse des Tutsi qui s’est déroulé en avril 1994 à Mugonero, dans la province de l’Ouest du Rwanda, lors du Génocide de 1994 perpétré contre les Tutsi au Rwanda.

## Emplacement

### Localisation
Le mémorial du génocide de Mugonero se trouve dans le district de Karongi, dans la province de l’Ouest, sur le site du complexe hospitalier adventiste de Mugonero, près du lac Kivu,.

### Contexte
| \| 150 km1:3 445 000 \| Kibuye Gisenyi Bisesero Ntarama Kigali Nyamata Murambi Rusiga |
| 150 km1:3 445 000                                                                     |

| Mémoriaux du génocide des Tutsis au Rwanda |
| (2018) Année d'inauguration                |

Le Mémorial du Génocide de Mugonero fait partie d'un ensemble de nombreux sites commémoratifs, tombes communes présents sur le territoire du Rwanda et en dehors, liés au génocide de 1994.
Quelques sites commémoratifs font partie du patrimoine mondial de l'UNESCO.

Communes du Rwanda en 1994

## Histoire
Le mémorial de Mugonero est érigé sur le site de l’hôpital adventiste où, le 16 avril 1994, des milliers de Tutsi, dont des patients, des membres du personnel, des pasteurs et leurs familles, sont tués après avoir cherché refuge dans le complexe hospitalier,.
Le site est l’un des symboles les plus marquants des massacres du génocide de 1994, et il abrite aujourd’hui les restes de plus de 17 000 victimes,.

## Particularités
Le mémorial du génocide de Mugonero comprend un ossuaire, des plaques commémoratives et un espace de recueillement. Il accueille régulièrement des cérémonies officielles, notamment durant la période de commémoration annuelle du génocide (Kwibuka), et reçoit des visiteurs venus du Rwanda et de l’étranger,,.